# Ždeglovo
Ždeglovo (en serbe cyrillique : Ждеглово) est un village de Serbie situé dans la municipalité de Lebane, district de Jablanica. Au recensement de 2011, il comptait 627 habitants.

## Démographie
| 1948 | 1953 | 1961 | 1971 | 1981 | 1991 | 2002 | 2011 |
| ---- | ---- | ---- | ---- | ---- | ---- | ---- | ---- |
| 408  | 504  | 509  | 515  | 580  | 604  | 695  | 627  |

|  |